# Good Witch
Good Witch es una serie de televisión canadiense de fantasía que se basa en la serie de películas hechas para televisión del mismo nombre. Es protagonizada por Catherine Bell, que desempeña el papel de Cassie Nightingale. Good Witch se estrenó el 28 de febrero de 2015 en Hallmark Channel. La serie concluyó en 2021, tras 7 temporadas.

## Sinopsis
Cassie Nightingale es una viuda que se establece en la ciudad ficticia de Middletown, y comparte con su hija Grace un don especial de intuición, el cual llama la atención del médico Sam Radford, quien llegó recién divorciado de Nueva York y acompañado por su hijo. Con su capacidad de clarividencia, Cassie orienta para bien las vidas de sus ocasionales visitantes. 
La serie es la continuación de siete películas originales para televisión, que relatan la vida de Cassie junto a su esposo Jake, que murió asesinado siendo el jefe de la policía local.

## Elenco y personajes

### Principales
- Catherine Bell como Cassandra "Cassie" Nightingale, dueña de la tienda Bell, Book & Candle y del hotel en Grey House. Luego de perder a su esposo, Cassie intenta continuar su vida al lado de Ryan Elliot, un amigo de varios años, pero comienza a entablar una amistad con el vecino más nuevo de Middleton, Sam Radford, convirtiéndose en pareja y preparando su casamiento al final de la tercera temporada.
- Bailee Madison como Grace Russell (temporadas 1-5; invitada temporada 7), la hija adolescente de Cassie, quien llega a tener una amistad muy estrecha con Nick Radford, el nuevo vecino, mientras trata de superar la pérdida de su padre. En la tercera temporada, Grace establece una relación con su amigo Noah, pero terminan. Lucha por aceptar la nueva relación entre Cassie y Sam.
- James Denton como el Dr. Sam Radford, que llega a Middleton con una actitud huraña, que va dejando atrás a medida que  estrecha su amistad con Cassie, admitiendo sus sentimientos por ella al comienzo de la segunda temporada.
- Rhys Matthew Bond como Nick Radford (temporadas 2-5; recurrente temporadas 1, 6), el problemático hijo de Sam. Al llegar a Middleton, no acepta su nuevo hogar y desea regresar a Nueva York. En la primera temporada, se mete en problemas repetidamente, al robar una estatua de la escuela o mentirle a su padre. Nick comienza a aceptar su entorno y establece una amistad con Grace. En la segunda temporada ya no se mete en problemas, y en la tercera temporada, Nick comienza una relación romántica con Courtney, una amiga de Grace, pero terminan.
- Sarah Power como Abigail Pershing, una prima de Cassie que también tiene el don de intuición, el cual usa torpemente pero termina ayudando a las personas. Procedente de Nueva York, Abigail llega a trabajar para Stephanie en el restaurante, pero al comienzo de la segunda temporada, abre su propia floristería y en la 4 temporada empieza a salir con Donovan Davenport, el alcalde de Blairsville.
- Catherine Disher como Martha Tinsdale, alcaldesa de Middleton.
- Kylee Evans como Stephanie Borden, dueña de un restaurante local y amiga cercana de Cassie. Ella nunca quiere estar sola y se siente atraída por los nuevos hombres que llegan a la ciudad, así como a hacer suposiciones de vínculos románticos entre residentes de Middleton. En la primera temporada se enamora del doctor Sam y comienza a perseguirlo hasta formar una relación, pero finalmente rompen debido a sus diferencias. En la segunda temporada, Stephanie comienza un negocio de cáterin y una relación romántica con Ben, el encargado de las reparaciones locativas de Middleton, pero terminan. Después empieza una relación con Adam Hawkins
- Dan Jeannotte como Brandon Russell (temporada 2; recurrente temporadas 1, 3-4; invitado temporada 5), el hijastro de Cassie, que se casó con Tara en la séptima película y se hace oficial de policía como su padre.
- Marc Bendavid como Donovan Davenport (temporadas 5-7), el alcalde de Blairsville, sale con Abigail
- Scott Cavalheiro como Adam Hawkins (temporadas 5-7), el capellán del hospital, empezó una relación con Stephanie
- Gianpaolo Venuta como Vincent (temporadas 5, 7), el hermano adoptivo de Cassie
- Anthony Lemke como Ryan Elliot (temporada 1; recurrente temporada 2), un agente de bienes raíces y amigo de Cassie. Devastado porque su prometida se fue con su mejor amigo, Ryan admite sus sentimientos por Cassie y comienza una fugaz relación romántica, que termina con el traslado de Ryan a Chicago, momento en que Cassie comienza a interesarse por Sam.
- Peter MacNeill como George O'Hanrahan, el suegro del difunto esposo de Cassie y abuelo de Brandon, Lori y Grace.
- Ashley Leggat (recurrente temporada 1)/Rebecca Dalton (temporada 2; recurrente temporadas 3-4; invitada temporada 5) como Tara Russell, la mujer de Brandon.
- Katherine Barrell como Joy Harper (temporadas 6-7): una diseñadora de interiores que acude a Middleton y ayuda a renovar la mansión Davenport para Martha. Se revela que es la prima de Cassie y Abigail.

### Recurrentes
- Noah Cappe como Derek Sanders, jefe de policía de Middleton que reemplazó al esposo de Cassie.
- Kate Corbett como Eve, recepcionista de  la clínica del Dr. Sam Radford
- Jefferson Brown como Ben, novio de Stephanie durante la tercera temporada.
- Gabrielle Miller como Linda Wallace, la exesposa de Sam y madre de Nick, que se muda a Middleton con la ilusión de rehacer su familia, comenzando a  interferir en la relación del doctor Radford y Cassie. Al final, Linda regresa a Nueva York. (temporadas 1-2, 5)
- Dan Payne como John Dover, amigo de Cassie de la Universidad, llega en la segunda temporada a Middleton para un trabajo de enseñanza y renueva su interés en salir con ella.
- Paul Miller como Tom Tinsdale, esposo de Martha y exalcalde de Middleton.
- Hannah Endicott-Douglas como Lori Russell, hijastra de Cassie y escritora. (temporadas 1-2).
- Shane Harte como Anthony, el mejor amigo de Grace. (temporada 1).
- Art Hindle como Arthur.
- Sebastian Pigott como Phil Sturgis.
- James R. Swalm como Noah.

## Producción

### Marketing
Hallmark lanzó la primera temporada de Good Witch en DVD el 13 de octubre de 2015. El 11 de octubre de 2016, Hallmark lanzó la segunda temporada de Good Witch en DVD, incluyendo el especial de Halloween "Good Witch Halloween". La serie está disponible internacionalmente en Netflix.

## Premios y nominaciones
| Año  | Premiación                             | Categoría                             | Trabajo    | Resultado | Ref.  |
| ---- | -------------------------------------- | ------------------------------------- | ---------- | --------- | ----- |
| 2018 | ASCAP Film and Television Music Awards | ASCAP Award for Top Televisión Series | Good Witch | Ganadora  | [ 5 ] |
| 2019 | Saturn Awards                          | Best Fantasy Television Series        | Good Witch | Nominada  | [ 6 ] |